# Bolbaffer dudleyi
Bolbaffer dudleyi es una especie de coleóptero de la familia Geotrupidae.

## Distribución geográfica
Habita en Malaui.